# Friedrich Guderian
Friedrich Wilhelm Heinrich Matthias Guderian (* 3. August 1858 in Groß Klonia; † 15. September 1914 in Berlin) war ein preußischer Generalleutnant.

## Herkunft
Seine Eltern waren Rittergutsbesitzer auf Piechcin Heinrich Guderian (* 5. März 1822; † 14. Oktober 1864) und dessen Ehefrau die Freiin Johanna Emma Hiller von Gaertringen (* 11. Februar 1836; † 10. März 1919). Seine Schwester Anna Emma Henriette (1861–1951) war mit dem Generalleutnant Max Heinrich Krieger (1853–1920) verheiratet.

## Leben
Guderian absolvierte zunächst das Kadettenkorps und wurde am 15. April 1876 als Sekondeleutnant dem Jäger-Bataillon Nr. 10 der Preußischen Armee überwiesen. Im weiteren Verlauf seiner Militärkarriere avancierte er als Major am 27. Januar 1903 zum Kommandeur des Hannoverschen Jäger-Bataillons Nr. 10. In dieser Eigenschaft wurde Guderian am 10. April 1906 zum Oberstleutnant befördert und am 17. Dezember 1908 mit der Führung des Füsilier-Regiments „Prinz Heinrich von Preußen“ (Brandenburgisches) Nr. 35 in Brandenburg an der Havel beauftragt. Zeitgleich mit seiner Beförderung zum Oberst erhielt er am 24. März 1909 das Kommando über diesen Verband. Als Generalmajor war er ab 3. Mai 1912 Kommandeur der 35. Infanterie-Brigade in Flensburg. Unter Verleihung des Charakters als Generalleutnant wurde Guderian am 4. Mai 1914 in Genehmigung seines Abschiedsgesuches mit der gesetzlichen Pension zur Disposition gestellt.
Guderian heiratete Clara Kirchhoff (1865–1931), die Tochter des Rittergutsbesitzers auf Niemczik. Das Paar hatte zwei Söhne, darunter der spätere deutsche Generaloberst Heinz Guderian.